# Hoplocallis ruperti
Hoplocallis ruperti är en insektsart. Hoplocallis ruperti ingår i släktet Hoplocallis och familjen långrörsbladlöss. Inga underarter finns listade i Catalogue of Life.